# Antoon Jurgens

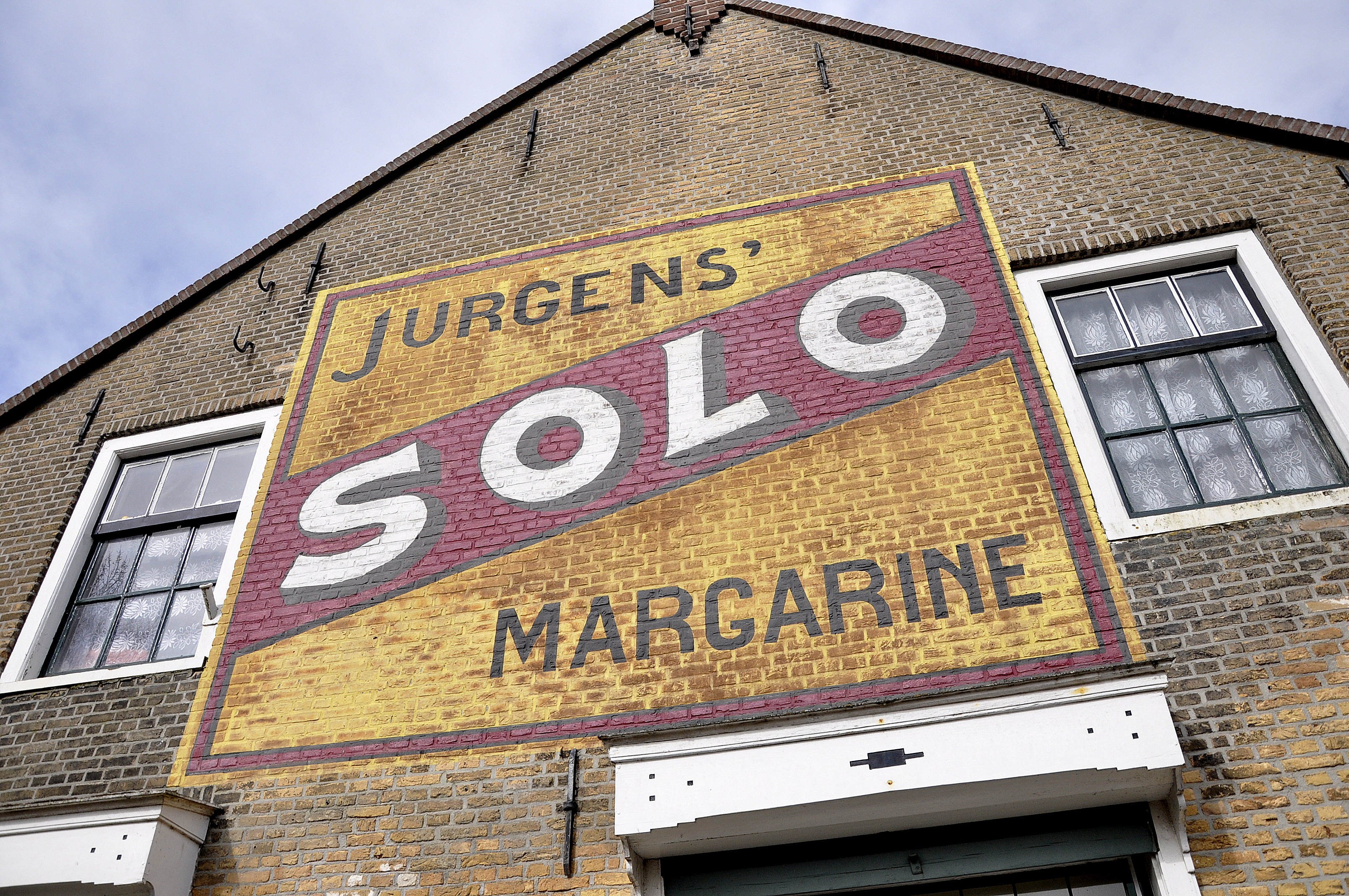
Gevelreclame uit 1907 voor Solo van Antoon Jurgens op een gevel te Dreischor

Antoon (Antonius) Jurgens (Oss, 8 augustus 1805 – aldaar, 1 september 1880) was een Nederlands koopman en ondernemer uit de bekende Nederlandse familie Jurgens. Begonnen als boterhandelaar in Oss, werd hij na 1870 een van de grondleggers van de margarine-industrie.

## Familie
Jurgens werd geboren als zoon van Wilhelmus Jurgens en Henrica van Valkenburg. Op 19 mei 1832 trouwde hij met Johanna Lemmens (Beugen, 27 augustus 1807 – 1879), dochter van Arnoldus Ambrosius Lemmens, landbouwer en burgemeester van Beugen en Rijkevoort in 1811–1819, en van Gertrudis van de Voordt, van wie familieleden ook burgemeester waren in Beugen en Rijkevoort. Jurgens en zijn echtgenote kregen tien kinderen. Een van zijn kleinzoons was Anton Jurgens.

## Loopbaan

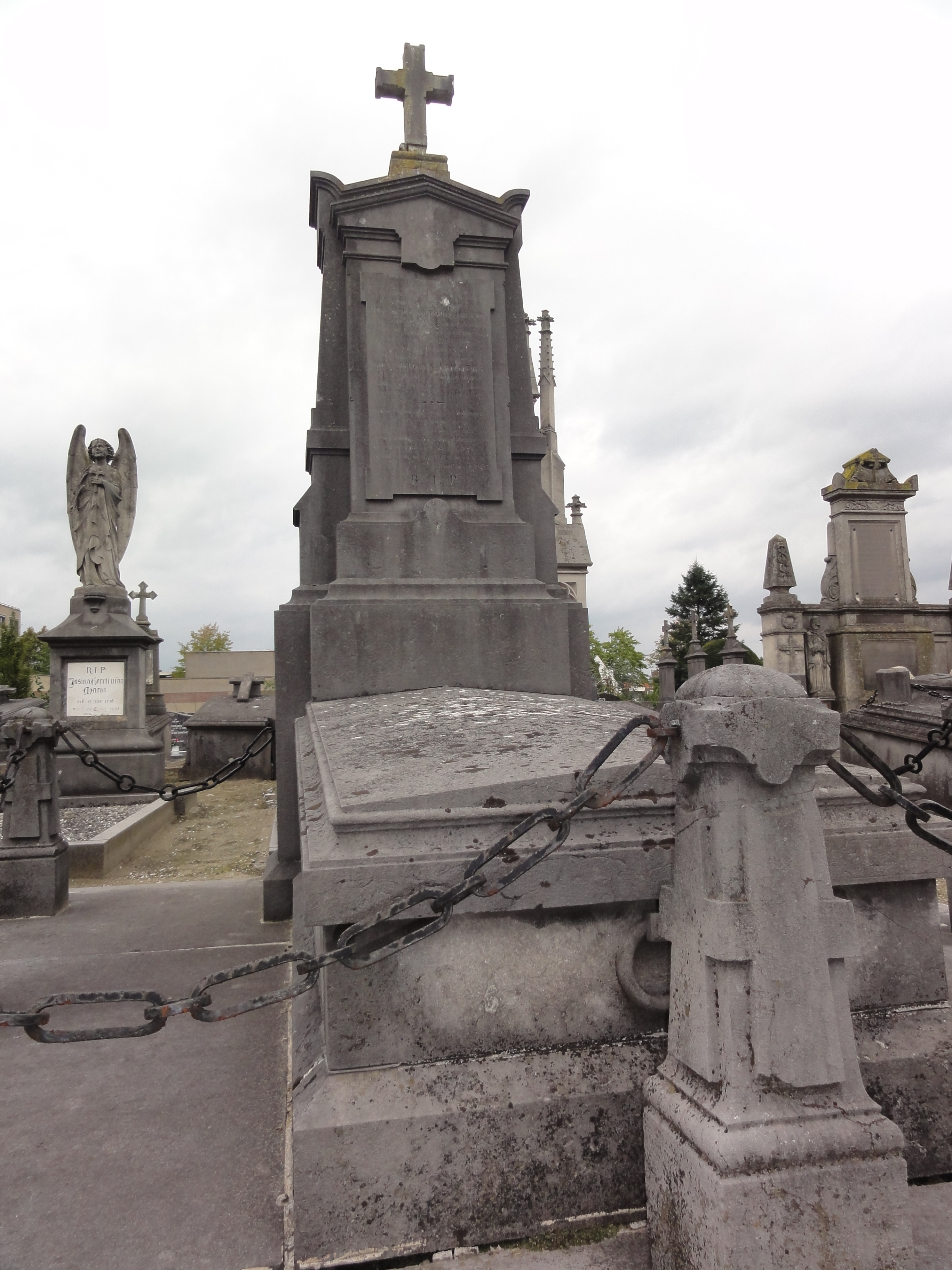
De graftombe van Jurgens en zijn vrouw

Jurgens werd, na zijn opleiding, omstreeks 1820 actief in de handel. De handel floreerde en de vraag naar boter nam toe. Na het overlijden van zijn vader, in 1836, zette hij met zijn broer Johannes het familiebedrijf voort. Johannes Jurgens trok zich in 1858 uit de zaak terug.
Jurgens was daarnaast, van 1844 tot 1850, lid van de gemeenteraad in Oss. Bij acte verleden door notaris Simon Petrus Bijvoet, gevestigd in Berghem, werd op 25 april 1867 door Antoon Jurgens samen met zijn zoons Jan Jurgens, Hendrikus Jurgens en Arnoldus Jurgens, de vennootschap Antoon Jurgens opgericht, met als doel een landbouwbedrijf en boterhandel te ontwikkelen, actief zowel in het binnen- als in het buitenland. De looptijd van de vennootschap werd vastgesteld op vijftien jaar en zou eindigen op 14 mei 1882. Alle ontvangsten van gelden en wissels ter inning zouden lopen via Hendrikus Jurgens, die dan ook voor alle ontvangsten zou tekenen. Voor deze firma kocht Jurgens boter op in onder meer het Land van Cuijk, Eindhoven, Limburg en Krefeld, maar ook in Zuid-Duitsland en Oostenrijk.
De boter werd naar Oss gebracht en daar verder verwerkt voor afzetgebieden die tot in Engeland lagen. Aan het einde van de jaren zestig was Jurgens een van de grootste boterhandelaren van Europa. Door die handel kwam hij in mei 1871 in contact met de Fransman Hippolyte Mège-Mouriès, die de opdracht van zijn regering had gekregen om een goedkopere botervervanger te fabriceren. Daartoe gebruikte hij rundvet, waardoor de zogenaamde oleomargarine ontstond. Deze stof diende als basis voor kunstboter. Mège-Mouriès had zijn octrooi aan diverse landen verkocht maar niet aan Nederland, omdat dit land (tot 1910) geen octrooiwetgeving kende. Jurgens betaalde voor een demonstratie van het procedé, als ontwikkeld door Mège-Mouriès, en begon in 1871 zelf met de experimentele productie van margarine. In de beginperiode werd nog de relatief dure natuurboter toegevoegd maar deze werd later geheel vervangen door goedkope plantaardige olie.
De firma Antoon Jurgens verkreeg in juli 1879 van de regering een concessie voor een stoomtramweg, uitsluitend voor goederenvervoer, vanaf de Maas in Lithoijen tot aan Oss en waarvan de kosten werden geraamd op ongeveer 80.000 gulden. Omstreeks die tijd had Jurgens zich al min of meer teruggetrokken uit zijn bedrijf en liet de bedrijfsvoering over aan zijn zoons. Hij beheerde nog wel de boerderijen en was medefirmant van de gasfabriek te Oss. Naast lid van de gemeenteraad was Jurgens president van het armenbestuur en gedurende 25 jaar lid van het katholieke kerkbestuur. Hij betaalde onder meer mee aan de inrichting van de Grote Kerk in zijn woonplaats en schonk dit gebouw in 1876 een nieuw hoofdaltaar.

## Verdere ontwikkeling van het bedrijf

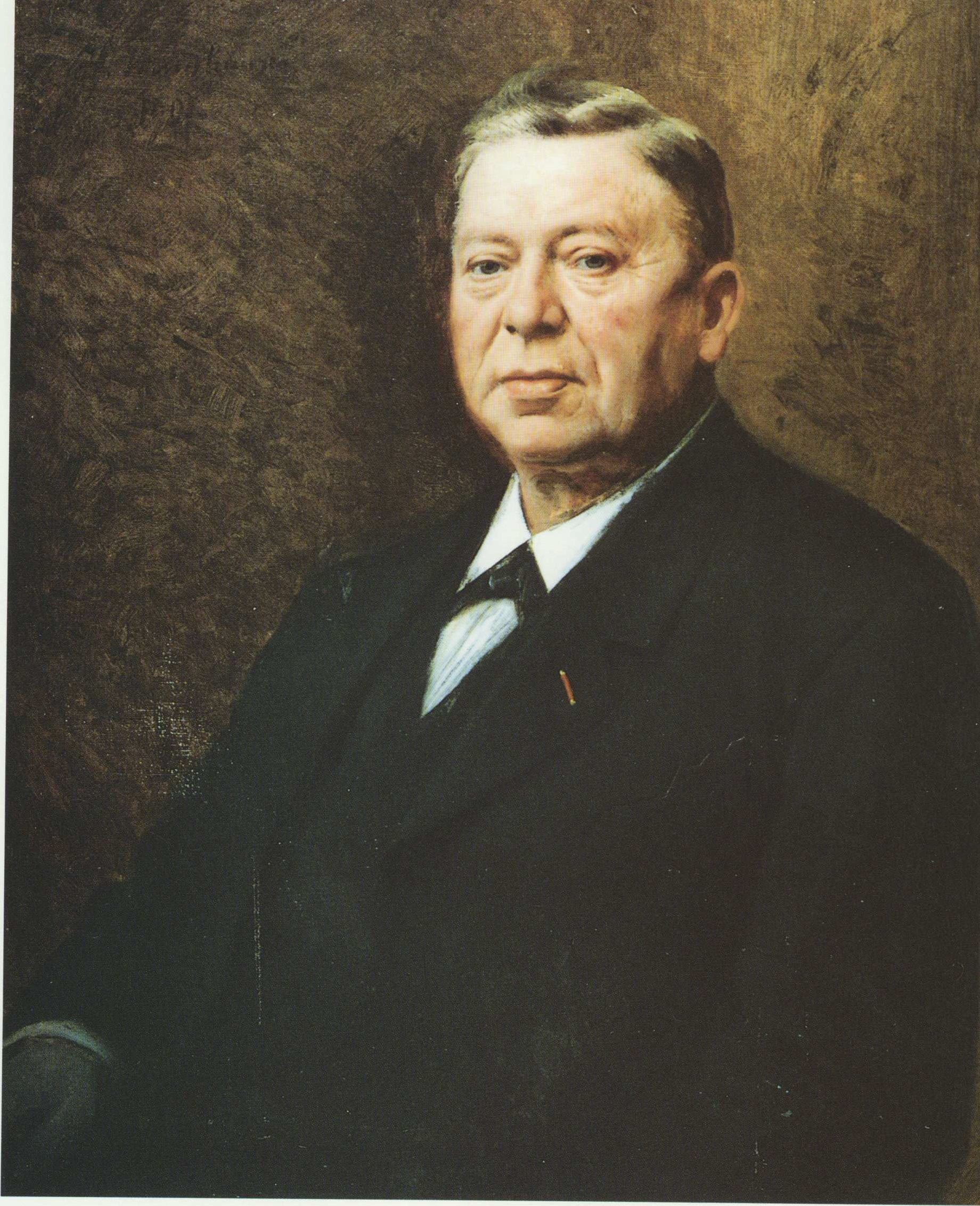
Portret van Arnoldus Jurgens (1907) door Heinrich Windhausen

Het bedrijf Antoon Jurgens raakte in de periode 1881–1883 in Engeland verwikkeld in een proces aangespannen door Margarine Mouriès, op beschuldiging van een inbreuk op het Engelse Britse Mège Mouriès-octrooi. De margarine die het bedrijf Antoon Jurgens echter maakte week dermate af van de samenstelling van Margarine Mouriès dat dit proces door de firma Antoon Jurgens gewonnen werd. 
Drie van de zonen van Antoon Jurgens traden al jong, vanaf 1854, aan in het bedrijf: Arnoldus Jurgens (1842–1912), Hendrikus Leonardus Jurgens (1840–1888) en Johannes Arnoldus Jurgens (1835–1913). De zonen werden eerst medefirmant en traden later aan in de directie van de hoofdvestiging te Oss of in een van de buitenlandse filialen die men met de Helmondse zakenpartner, de Helmondse familie Prinzen oprichtte. 
Zo vestigde in 1888 de combinatie Jurgens & Prinzen een grote margarinefabriek te Goch. In juli 1895 besliste de combinatie "Antoon Jurgens en Prinzen" (kleinzoon Rudolph touwde in 1899 met Maria Prinzen) een grote margarine-boterfabriek te bouwen in Antwerpen, ingericht om per dag 500.000 kilo product (Solo) te vervaardigen. Daarnaast bleven de fabrieken in Oss in werking.